# Златопільська вулиця
Златопі́льська ву́лиця — вулиця в Солом'янському районі міста Києва, місцевість Олександрівська слобідка. Пролягає від Преображенської вулиці до проспекту Валерія Лобановського.

## Історія
Виникла на початку XX століття (не пізніше 1912 року) під назвою Скобелєвська вулиця (на честь М. Д. Скобелєва — героя російсько-турецької війни 1877–1878 років), з 1944 року мала назву Пусте́льна. Сучасна назва — з 1952 року.
Орієнтовно до початку 1970-х років вулиця була відвічі довшою і починалася від Солом'янської вулиці, тоді ж була скорочена у зв'язку зі зміною забудови.